# Dzamyn-Üüd
Dzamyn-Üüd sum (mongoliska: Замын-Үүд Сум) är ett distrikt i Mongoliet.   Det ligger i provinsen Dornogobi, vid gränsen till Kina, i den östra delen av landet, 600 km sydost om huvudstaden Ulaanbaatar.